# Chorwackie Siły Obrony
Chorwackie Siły Obrony (Hrvatske obrambene snage, HOS) – paramilitarna formacja związana z nacjonalistyczną Chorwacką Partią Praw. Jednostka sformowana została 22 stycznia 1991 roku a swą działalność zakończyła 16 kwietnia 1993 roku i w pierwszym etapie wojny o niepodległość Chorwacji wielokrotnie brała udział w walkach wspierając regularne siły wojskowe. Przez kilka miesięcy walczyła również w Bośni. Formacja budziła kontrowersje ze względu na ideologię oraz nawiązania do Niepodległego Państwa Chorwackiego (NDH).

## Nazwa i symbolika

9. Batalion Rafael „Rycerz” Boban

Skrót formacji – HOS – powszechnie budził skojarzenia z Chorwackimi Siłami Zbrojnymi (Hrvatske oružane snage) z okresu Niezależnego Państwa Chorwackiego. Szachownica umieszczona na fladze również przypominała tę z okresu NDH, zaś używane przez formację pozdrowienie „za dom spremni” (pol. za dom gotowi) używane było podczas wykonywania rzymskiego salutu przez członków ruchu ustaszowskiego. Czarne mundury, a także patroni 9. i 13. batalionu (Rafael Boban i Jure Francetić) nawiązywały do 1 pułku ustaszy, tzw. Czarnego Legionu, który w okresie II wojny światowej zasłynął z wyjątkowo okrutnego traktowania serbskiej ludności.
Istnienie jednostki oraz używana przez nią symbolika, przyjmowanie do niej zagranicznych ochotników o skrajnie prawicowych poglądach, a także powszechne określanie jej mianem „Czarnej Legii” było jednym z koronnych dowodów mających potwierdzać serbską narrację o tym, iż niepodległa Chorwacja będzie państwem dyskryminującym mniejszości narodowe i religijne, w którym władzę sprawować będą politycy o faszystowskich poglądach.

13. Batalion Jure „Rycerz” Francetić. Litera „U” nawiązuje do ustaszy.

## Udział w walkach
Z początku jednostka liczyła 6 tysięcy osób by z czasem osiągnąć stan 24 tysięcy bojowników. Chrzest bojowy przeszła podczas zwycięskiej „bitwy o koszary” (14 września – 23 listopada 1991 roku). Wraz z armią i Gwardią Narodową brała udział w obronie Vukovaru – 300 nacjonalistów przeprowadzało „operację antyterrorystyczną” Ministerstwa Spraw Wewnętrznych. W listopadzie 1991 roku HOS uczestniczył w obronie Dubrownika. Miejscem ostatniej wielkiej akcji Chorwackich Sił Obrony było Sarajewo. Wraz z rozwiązaniem jednostki znaczna część jej członków przeszła do sił wojskowych.

## Osoby związane z HOS
- Blaž Kraljević – dowódca oddziałów, 9 sierpnia 1992 roku zamordowany przez żołnierzy Republiki Herceg-Bośni.
- Ante Paradžik – stojący na czele HOS lider Chorwackiej Partii Praw, w wyniku wypadku zastrzelony przez chorwacką policję 21 września 1991 roku.
- Gaston Besson – francuski najemnik, weteran wojny w Birmie oraz członek HOS, podczas konfliktu na wschodniej Ukrainie odpowiedzialny za szkolenie nacjonalistycznego Pułku „Azow”.

## Jednostki
| Nazwa                                                                | Symbol | Siedziba                               | Dowódca           |
| -------------------------------------------------------------------- | ------ | -------------------------------------- | ----------------- |
| 1 Batalion Ivan „Rycerz” Brdar (1. bojna Ivan Vitez Brdar)           |        | Livno, Bośnia i Hercegowina            | Mate Šukan        |
| 2 Batalion Stojan Vujnović „Serb” (2. bojna Stojan Vujnović Srbin)   |        | Domaljevac-Šamac, Bośnia i Hercegowina | Stojan Vujnović   |
| 4 Batalion HOS (4. bojna HOS-a)                                      |        |                                        |                   |
| 6 Batalion Marijan Baotić (6. bojna Marijan Baotić)                  |        | Vinkovci, Chorwacja                    |                   |
| 9 Batalion Rafael „Rycerz” Boban (9. bojna Rafael vitez Boban)       |        | Split, Chorwacja                       | Marko Skejo       |
| 1 Kompania Ante Paradžik (1. satnija Ante Paradžik)                  |        | Jasenovac, Chorwacja                   |                   |
| Kompania HOS Vukovar (Vukovarska satnija HOS-a)                      |        | Vukovar, Chorwacja                     | Robert Šilić      |
| 13 Batalion Jure „Rycerz” Francetić (13. bojna Jure vitez Francetić) |        | Tomislavgrad, Bośnia i Hercegowina     | Ivan Mamić        |
| „Rycerze” (Vitezovi)                                                 |        | Vitez, Bośnia i Hercegowina            |                   |
| 101 Batalion Do Drine (101. bojna Do Drine)                          |        | Sarajewo, Bośnia i Hercegowina         |                   |
| 19 Batalion „Rycerz” Jure Francetić (19. bojna Vitez Jure Francetić) |        | Gospić, Chorwacja                      | Valentin Rajković |
| „Czarne Wilki” (Crni vukovi)                                         |        | Kalesija, Bośnia i Hercegowina         |                   |
| „Naznaczeni” (Žigosani)                                              |        | Novi Travnik, Bośnia i Hercegowina     |                   |
| „Kompania Łowców” (Satnija Lovci)                                    |        | Ljubuški, Bośnia i Hercegowina         |                   |
| Samodzielna Kompania Bezpieczeństwa (Samostalna satnija osiguranja)  |        | Zagrzeb, Chorwacja                     |                   |
| Batalion HOS Mostar (Mostarska bojna HOS-a)                          |        | Mostar, Bośnia i Hercegowina           |                   |
| Batalion HOS Ljubuški (Ljubuška satnija HOS-a)                       |        | Ljubuški, Bośnia i Hercegowina         |                   |
| Kompania HOS Zenica (Zenička satnija HOS-a)                          |        | Zenica, Bośnia i Hercegowina           |                   |
| Kompania HOS Tuzla (Tuzlanska satnija HOS-a)                         |        | Tuzla, Bośnia i Hercegowina            |                   |
| Kompania HOS Čapljina (Čapljinska satnija HOS-a)                     |        | Čapljina, Bośnia i Hercegowina         |                   |